# Saragoça
Saragoça (em castelhano e em aragonês: Zaragoza) é um município e a capital da província de homônima e da comunidade autônoma de Aragão, na Espanha. O município abrange uma área de 973,78 km² e em 2021 tinha 675 301 habitantes (densidade: 693,5 hab./km²), contando com cerca da metade da população de Aragão. É a quinta maior cidade do país.
Seu nome atual deriva de seu antigo topônimo romano, César Augusta, que recebeu em honra ao imperador romano César Augusto em 14 a.C. e chegou aos nossos dias através do árabe Šarakusta.
Está situada às margens do rio Ebro, aproximadamente a meio do respectivo vale, a uma altitude média de 208 metros acima do nível do mar.
A Catedral-Basílica de Nossa Senhora do Pilar, situada na Praça de Nossa Senhora do Pilar, centro da cidade, foi considerada como um dos doze tesouros da Espanha em 2007.

## Divisões administrativas
De acordo com o Regulamento de Órgãos Territoriais e Participação Cidadana, de 28 de Julho de 2005, Saragoça divide-se em 15 distritos; o número quinze, o distrito rural, compreende 14 bairros rurais:
- Distrito 1: Centro
- Distrito 2: Centro histórico: El Gancho/San Pablo, La Magdalena, San Miguel, Tenerías, San Agustín
- Distrito 3: Delicias: La Bombarda, La Bozada, Delicias, Monsalud, Parque Roma, Ciudad Jardín
- Distrito 4: Universidad: Romareda
- Distrito 5: San José: Miraflores e San José
- Distrito 6: Las Fuentes
- Distrito 7: La Almozara
- Distrito 8: Oliver-Valdefierro: Valdefierro e Oliver
- Distrito 9: Torrero: Torrero, La Paz, Venecia, San Antonio
- Distrito 10: Actur-Rey Fernando: ACTUR, Parque Goya
- Distrito 11: El Rabal: Arrabal, Cogullada, Jesús, La Jota, Picarral, Vadorrey e Zalfonada
- Distrito 12: Casablanca: Casablanca, Rosales del Canal, Montecanal, Valdespartera e Arcosur
- Distrito 13: Santa Isabel
- Distrito 14: Miralbueno
- Distrito 15: Distrito rural: Alfocea, Casetas, Garrapinillos, Juslibol, La Cartuja Baja, Montañana, Monzalbarba, Movera, Peñaflor, San Gregorio, San Juan de Mozarrifar, Torrecilla de Valmadrid, Venta del Olivar e Villarrapa

## Exposição Internacional de 2008
Devido à sua localização, a cidade sediou a Exposição Internacional de 2008 entre 14 de junho e 14 de setembro. A importância do rio Ebro foi o principal motor do projecto, cujo conceito se fixou nas novas formas de aproveitamento da água, com o tema "Água e Desenvolvimento sustentável".

## Esporte
O clube de futebol da cidade, o Real Zaragoza jogou na 2.ª divisão espanhola na temporada de 2023–24, terminado em 13.º lugar; manda seus jogos no estádio de La Romareda. Outros clubes esportivos incluem o AD Sala 10 de futsal e o Basket Zaragoza 2002 de basquetebol.